# Strada europea E21
La strada europea E21 è un asse viario misto di classe A intermedia Nord-Sud.
Collega la città di Metz a quella svizzera di Ginevra con un percorso snodato quasi completamente nel paese francese.

## Percorso
| E21 METZ- GINEVRA   |            |                                                              |                                         |
| Stato               | Tipologia  | Tratto                                                       | Interconnessioni                        |
| Francia (bandiera)  | Autostrada | Metz - Beaune                                                | E15, E17, E23, E25, E50, E54, E60, E411 |
| Francia (bandiera)  | Autostrada | Beaune - Bourg-en-Bresse                                     | E15, E60, E62, E607                     |
| Francia (bandiera)  | Autostrada | Bourg-en-Bresse - Saint-Julien-en-Genevois                   | E23, E25, E712                          |
| Francia (bandiera)  | Autostrada | Saint-Julien-en-Genevois - Confine di Stato presso Bardonnex | E23, E25, E712                          |
| Svizzera (bandiera) | Autostrada | Confine di Stato presso Bardonnex - Perly-Certoux            | E25, E62                                |
| Svizzera (bandiera) | Autostrada | Perly-Certoux - Ginevra                                      | E25, E62, E712                          |